# Bolesławice (Świdnica, Baja Silesia)
Bolesławice (alemán: Bunzelwitz) es una localidad del distrito de Świdnica, en el voivodato de Baja Silesia (Polonia). Se encuentra en el suroeste del país, dentro del término municipal de Jaworzyna Śląska, a unos 4 km al sudeste de la localidad homónima y sede del gobierno municipal, a unos 7 al nordeste de Świdnica, la capital del distrito, y a unos 48 al suroeste de Breslavia, la capital del voivodato. Bolesławice perteneció a Alemania hasta 1945.
- Datos: Q122132
- Multimedia: Bolesławice (powiat świdnicki) / Q122132